# آي دبليو آي نقب
رشاش نچيڤ هو رشاش خفيف من إنتاج إسرائيل. نچيڤ من عيار 5.56 × 45مم ناتو (تم لاحقًا تطوير النقب NG7 من عيار 7.62×51 ملم ناتو، مما أدى إلى إطلاق اسم "نيچيف 5" على النسخة القديمة)، يتم تغذيته بشريط ذخيرة ومزود ثنائي الأرجل. يستخدم كسلاح هجومي لفريق قتالي.
تم تطوير نچيڤ من قبل تاعس بناءً على الرشاش البلجيكي FN مينيمي. يتم تصنيع نچيڤ بواسطة الصناعات العسكرية الإسرائيلية، وهو الرشاش المعتمد في جيش الدفاع الإسرائيلي.
قبل أن يدخل نچيڤ الخدمة، كان الرشاشان المستخدمان في جيش الدفاع الإسرائيلي هما FN مينيمي والرشاش الثقيل MAG، وكلاهما من صنع FN Herstal. يتميز نچيڤ بخفة وزنه النسبي وصغر حجمه مقارنة بالرشيشات السابقة، إضافة إلى قدرته العالية على تحمل الظروف الصحراوية القاسية. بفضل حجمه الصغير، لا سيما في النسخة "نيچيف كوماندو"، أصبح من الممكن استخدامه في الهجمات والعمليات الخاصة دون فقدان القدرة النارية أو اختراق الدروع. النسخة الجديدة من نيچيف كوماندو تُستخدم في سلاح المشاة الإسرائيلي، سلاح الهندسة القتالي والقوات الخاصة. علاوة على ذلك، يمكن لنيچيف أن يطلق النار بشكل فردي ليكون سلاحًا شخصيًا للمقاتل.

## التاريخ

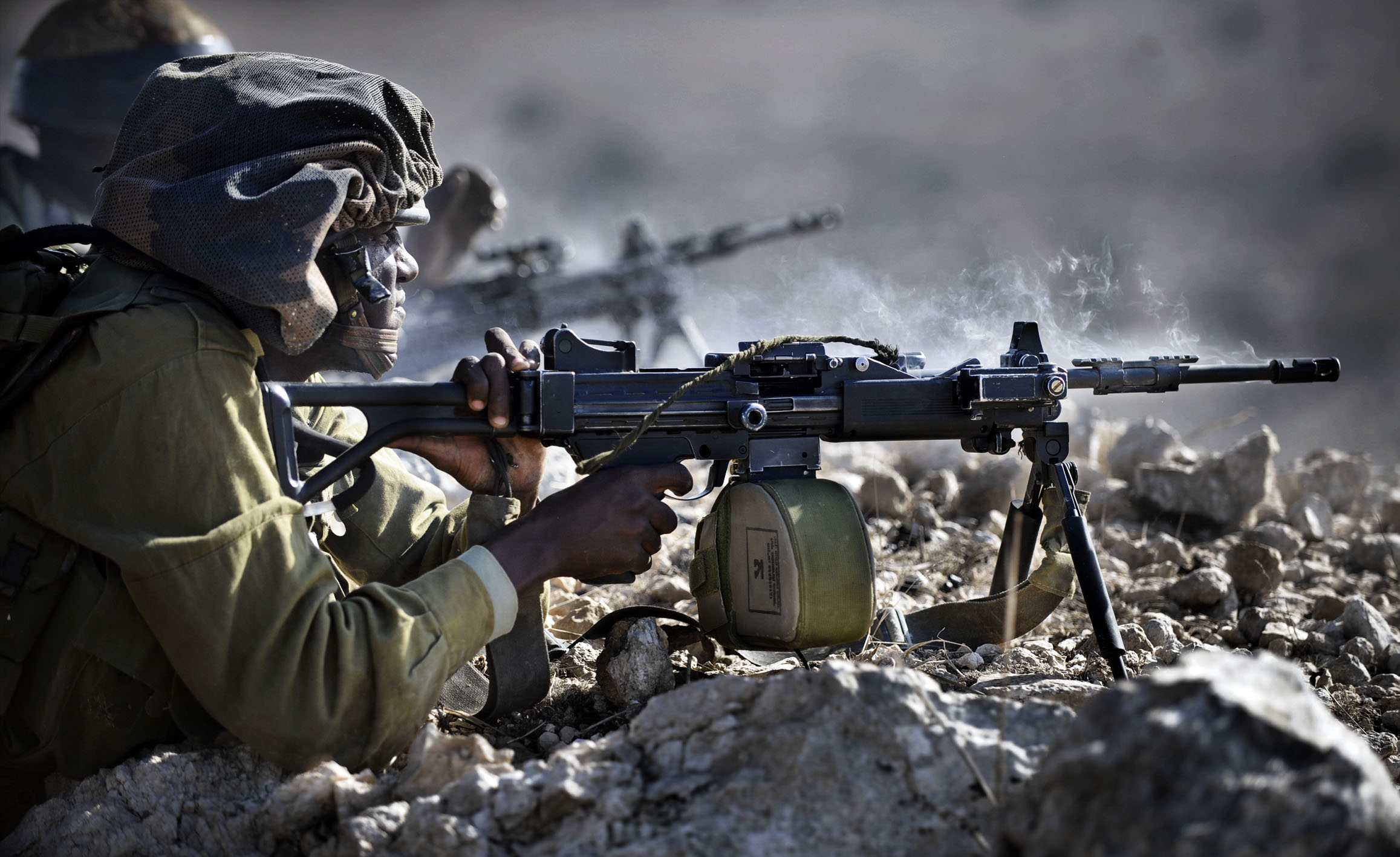
جندي من كتيبة الاستطلاع الصحراوية يحمل رشاش نگڤ

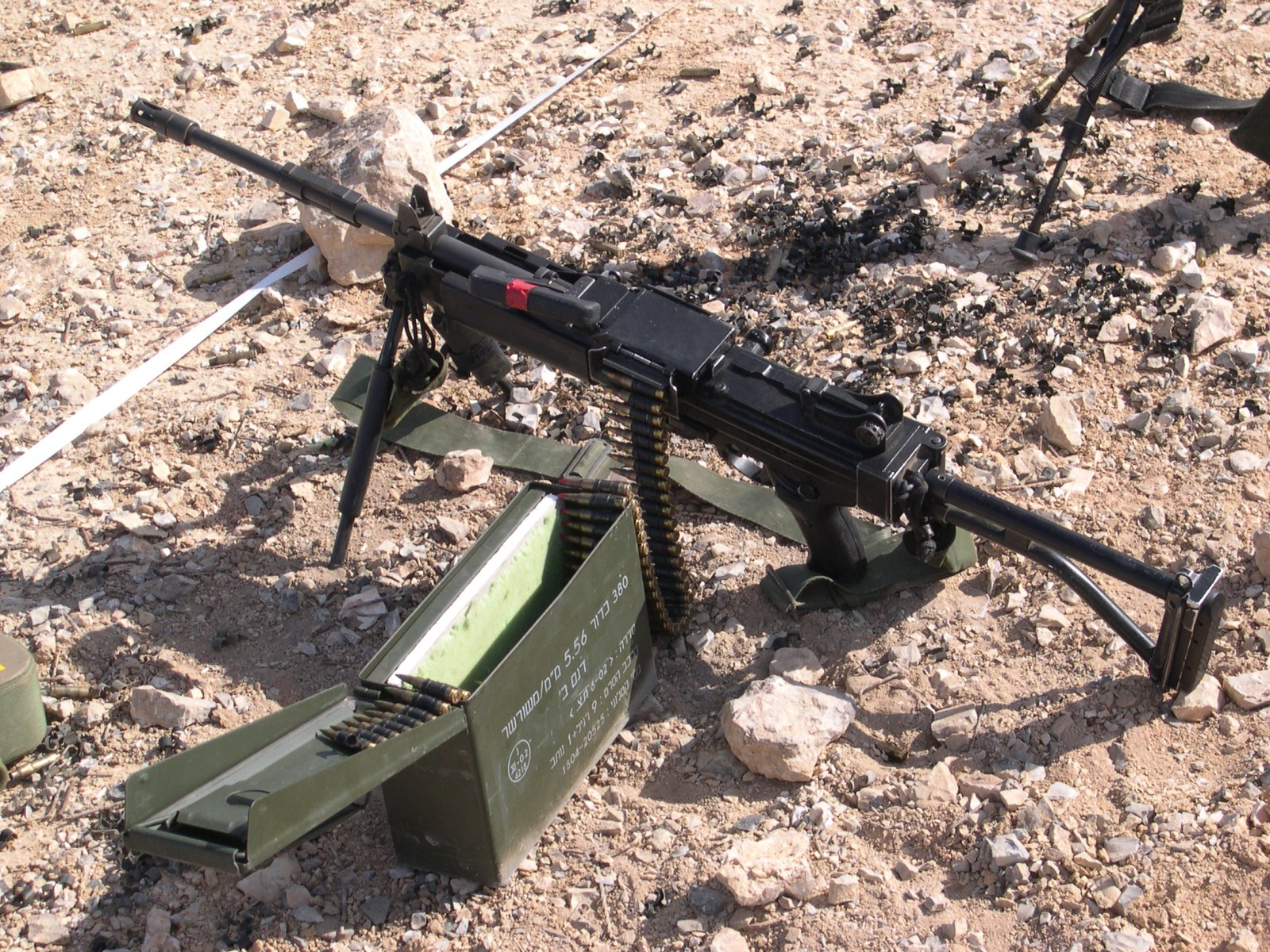
رشاش النقب

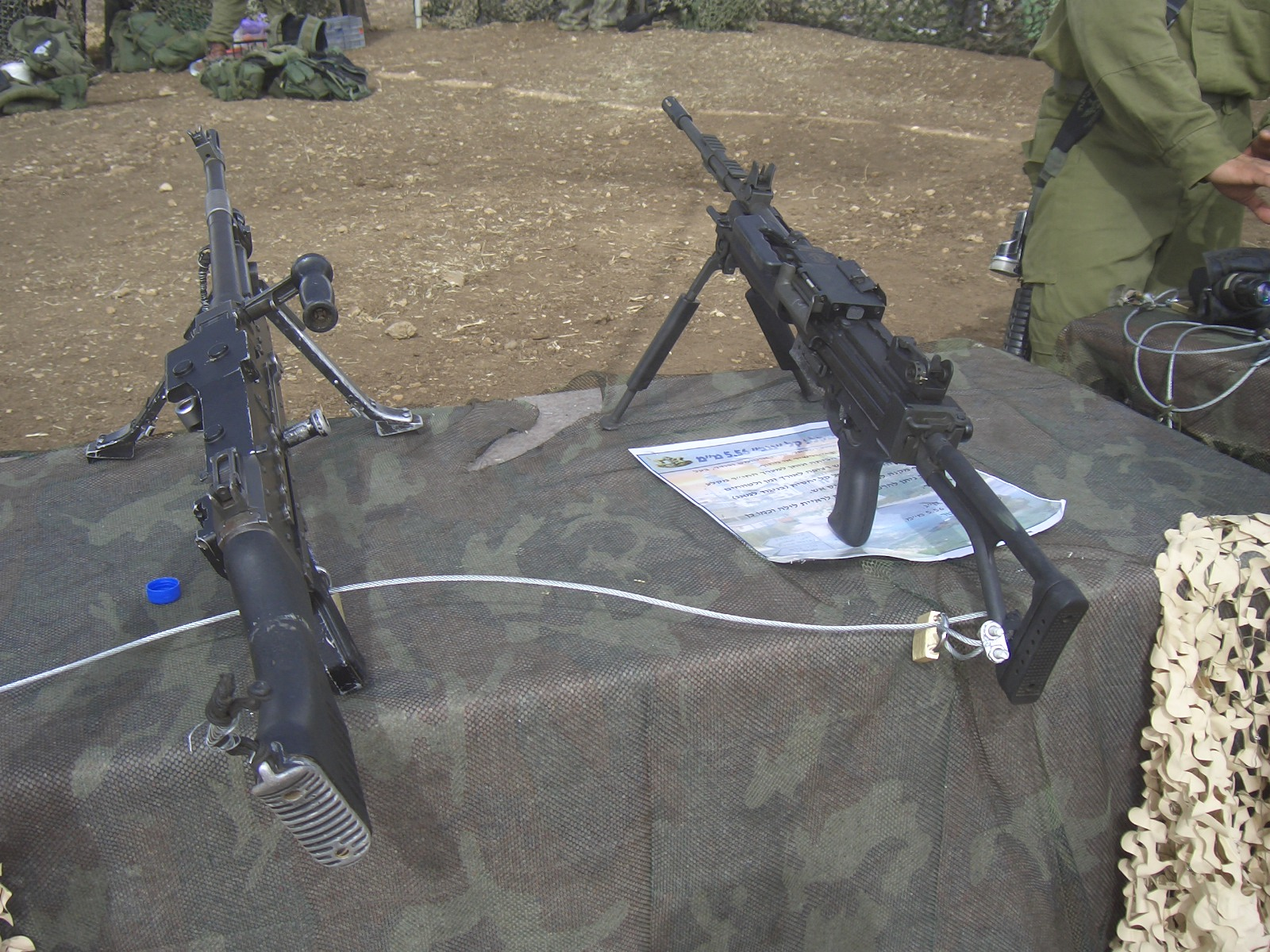
رشاشا الجيش الإسرائيلي: على اليمين - نگڤ، على اليسار - ماغ.

رشاش نگڤ هو رشاش خفيف مصنوع في إسرائيل. رشاش نگڤ مصمم بعيار 5.56×45مم ناتو (وفي وقت لاحق تم تطوير رشاش النقب NG7 بعيار 7.62×51مم ناتو، مما جعل النموذج الأقدم يُعرف أحيانًا بـ "نگڤ 5"). يتم تغذية الرشاش باستخدام حزام ذخيرة ومزود بـ دُعامتين أماميتين. الغرض الأساسي منه هو سلاح دعم للفريق. تم تطوير نگڤ من قبل الصناعات العسكرية الإسرائيلية بناءً علىقالب:استشهاد بهامش الرشاش البلجيكي FN مينيمي. يتم تصنيع رشاش نگڤ بواسطة صناعات الأسلحة الإسرائيلية وهو الرشاش القياسي في جيش الدفاع الإسرائيلي.
في التسعينيات من القرن العشرين، خططت تاعس لتطوير رشاش خفيف مخصص للتصدير فقط، وفقًا لمتطلبات جيش الدفاع الإسرائيلي. في ذلك الوقت، لم يكن الجيش بحاجة إليه وكان يعتزم شراء رشاش المينيمي البلجيكي لجميع وحداته، بعد أن بدأ بشرائه في عام 1985 لوحداته الخاصة. كان المينيمي، الذي كان يشبه من نواحٍ عديدة رشاش الماغ بحجم أصغر، يعاني من مشكلات تصميمية: تصميمه لم يكن ملائمًا لحجمه وكان يواجه كسرًا في الضارب. نتيجة لبدء تطوير رشاش النچڤ، علقت الجيش تزويد وحدات قوات المشاة ووحدات الهندسة القتالية برشاش المينيمي.

في عام 1993، قام مراقب الدولة بفحص قضية الرشاش وخلص إلى أن تطوير الرشاش بشكل طويل الأمد حدث بينما كان الجيش قادرًا على تجهيز نفسه برشاش المينيمي البلجيكي بتكلفة أقل من تكلفة رشاش النچڤ (تكلفة المينيمي حوالي 1,320 دولارًا للرماية العادية، وحوالي 2,220 دولارًا مع الإضافات والشحن). واستنتج تقريره في هذا السياق:
امتد تصميم الرشاش حتى عام 1995. وفي عام 1996، أجرت الجيش اختبارات ميدانية للرشاش. وفي عام 1997، تم اعتماده وتم شراء كميات كبيرة منه ليصبح الرشاش الرئيسي لـقوات اليابسة.
اكتسب رشاش النچڤ سمعة سيئة بين جنود جيش الدفاع الإسرائيلي بسبب كثرة الأعطال في السلاح. استجابة للشكاوى، قررت الجيش إجراء تحسينات على الرشاش واستبدال النماذج القديمة بنماذج جديدة. النچڤ المُحسّن، الذي يُطلق عليه الجيل الثالث أو "نچڤ 2000"، يشمل تحسينات أرغونومية، وتطويرات ميكانيكية لزيادة الموثوقية. تم البدء في استقبال الرشاش المحسن بأعداد كبيرة اعتبارًا من عام 2009 وتم استكمال عملية استلامه في عام 2011.
في عام 2012، قامت شركة "مصانع الأسلحة الإسرائيلية" بتطوير نسخة من رشاش النچڤ بعيار 7.62x51مم ناتو (مثل رشاش الماغ) يعتمد على تصميم النچڤ. هذا الرشاش يُعرف بـنچڤ NG7 ويتميز بخاصية فريدة: إطلاق انتقائي نصف تلقائي، وهي ميزة شبه غائبة في الرشاشات ذات هذا العيار، إلى جانب آليات أمان لإطلاق نيران دقيق.
قامت "مصانع الأسلحة الإسرائيلية" ببيع رشاشات النچڤ إلى دول مختلفة، من بينها كولومبيا، كوستاريكا، إستونيا، الهند، وتايلاند.

## التفاصيل التقنية (NEGEV LMG 5.56mm)

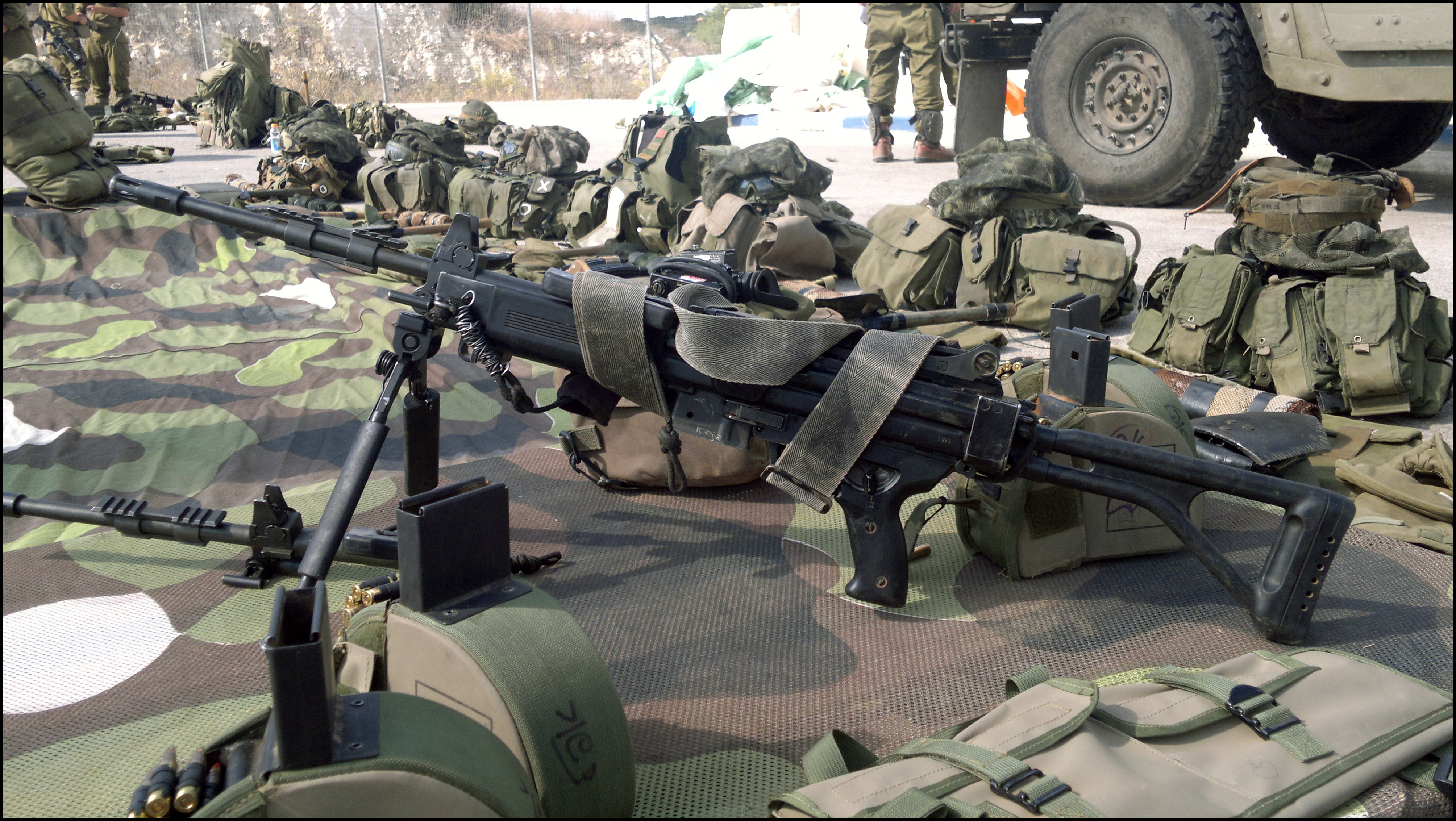
رشاش نچڤ التابع للجيش الإسرائيلي

- النچڤ هو رشاش آلي يعمل على أساس الغازات الناتجة أثناء إطلاق النار. يُطلق النار بنظام المغلاق المفتوح (open bolt)، أي أن عملية الإطلاق متصلة بحركة المغلاق إلى الأمام، وتتم في نهايتها. لا يوجد فصل بين الحركة الأمامية والإطلاق.
- النچڤ قادر على الإطلاق الآلي الكامل، الإطلاق على دفعات، وكذلك إطلاق انتقائي شبه آلي ("إطلاق فردي").
- العيار الخاص به هو 5.56x45مم ناتو ({\displaystyle \ 5.56\times 45{\mbox{mm}}}). الذخيرة المستخدمة هي US M855 أو SS109 (رصاصة M16/M4 ذات شحنة زائدة).
- يتم تغذية النچڤ بواسطة طبل هجوم يتسع لـ150 رصاصة، أو صندوق ذخيرة لعدة مئات من الطلقات، أو حزام طلقات، أو مخزن قياسي للبندقية M16 أو جليل.
- وزن خفيف. وزنه فقط 7.6 كجم، ووزن طبل الـ150 رصاصة هو 2.7 كجم (مقارنة بـماغ الذي يزن حوالي 11 كجم).
- أداة مدمجة. طوله الكامل حوالي 1,020 مم (102.0 سم) (طول السبطانة 460 مم (46 سم))، ولكن عند طي الكتف يصبح طوله 780 مم فقط (78 سم).
- النسخة "نگڤ كوماندو" مدمجة بشكل خاص: وزنها أقل من 7 كجم وطولها حوالي 890 مم (89 سم) عند فتح الكتف.
- معدل الإطلاق النظري قابل للاختيار: 700–850 طلقة في الدقيقة، أو 850–1,000 طلقة في الدقيقة.
- سرعة الفوهة الخاصة به تتراوح بين 913 و920 متر لكل ثانية، حسب إعداد منظم الغاز.

## المستخدمون
جيش الدفاع الإسرائيلي
والوحدة الخاصة لمكافحة الإرهاب
- : يُعرف في أوكرانيا باسم Fort 401.
- : الرشاش الخفيف القياسي في الجيش الجورجي.
- : الرشاش القياسي للقوات الخاصة الهندية. في مارس 2020، تم طلب 16,479 رشاش نگڤ NG7 لاستخدام القوات البرية الهندية كرشاش قياسي، وبدأ إدخالها في أوائل 2021.[4]
- : مستخدم من قبل الجيش الكيني.
- : مستخدم من قبل الشرطة الفيدرالية المكسيكية.
- : مستخدم من قبل القوات الخاصة للشرطة المقدونية.
- : مستخدم من قبل الشرطة الوطنية الفلبينية وخفر السواحل الفلبيني.
- السنغال: مستخدم من قبل القوات الخاصة للجيش السنغالي.
- : مستخدم من قبل القوات الخاصة التنزانية.
- : مستخدم من قبل القوات الخاصة الفيتنامية.
- قبرص: مستخدم من قبل القوات الخاصة القبرصية.
- : مستخدم من قبل الجيش الباراغوياني. (الإصدار القياسي وإصدار SF)[5]
- : الرشاش القياسي للجيش الكولومبي وشرطة كولومبيا.
- البرازيل: مستخدم من قبل الشرطة العسكرية لولاية ساو باولو.
- الأرجنتين: مستخدم من قبل الشرطة الفيدرالية الأرجنتينية وبعض الوحدات في وزارة الدفاع الأرجنتينية.
- : اشترت حوالي 1,000 رشاش عام 2007، و550 آخر في عام 2008.

## معرض صور

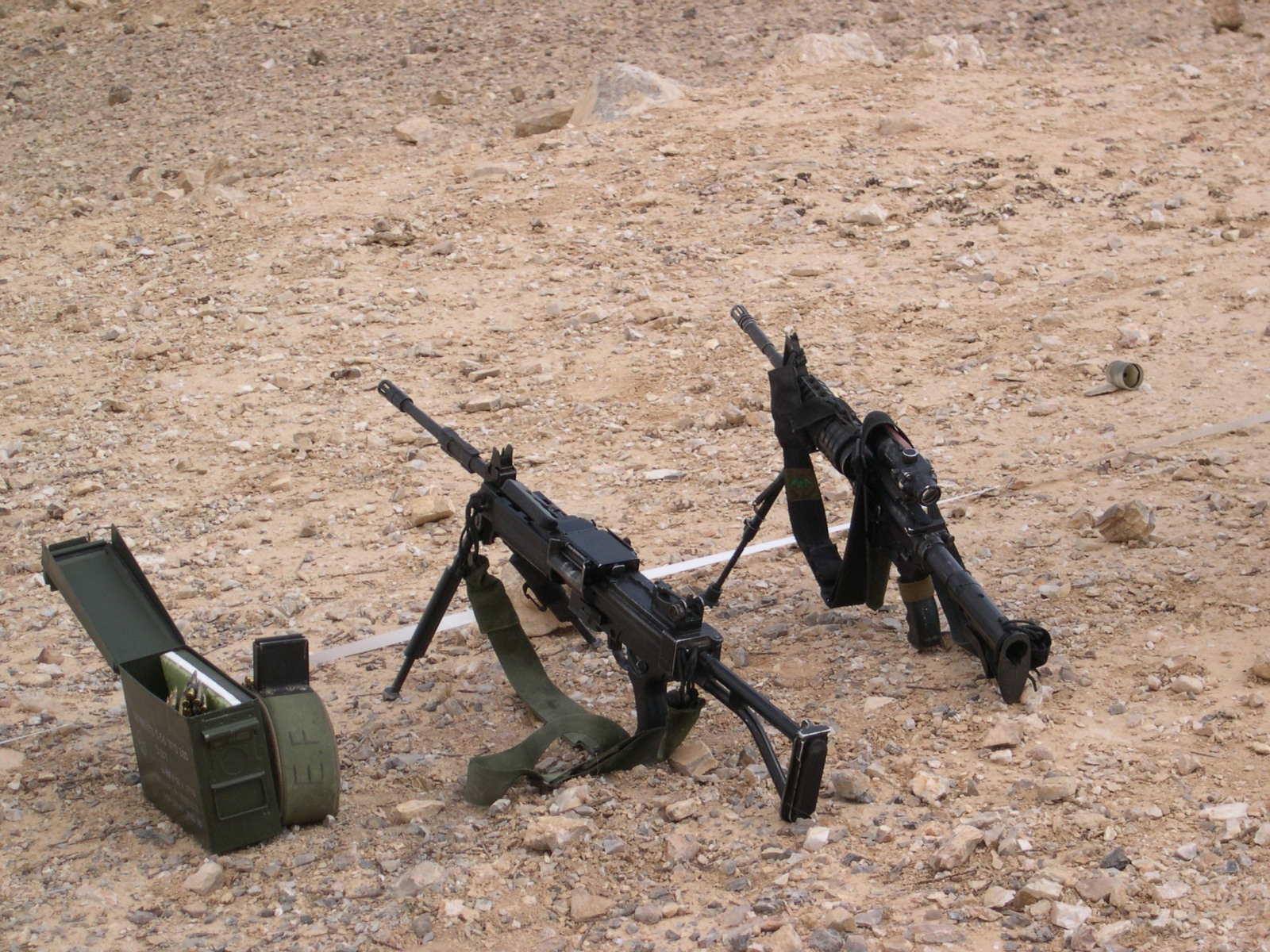
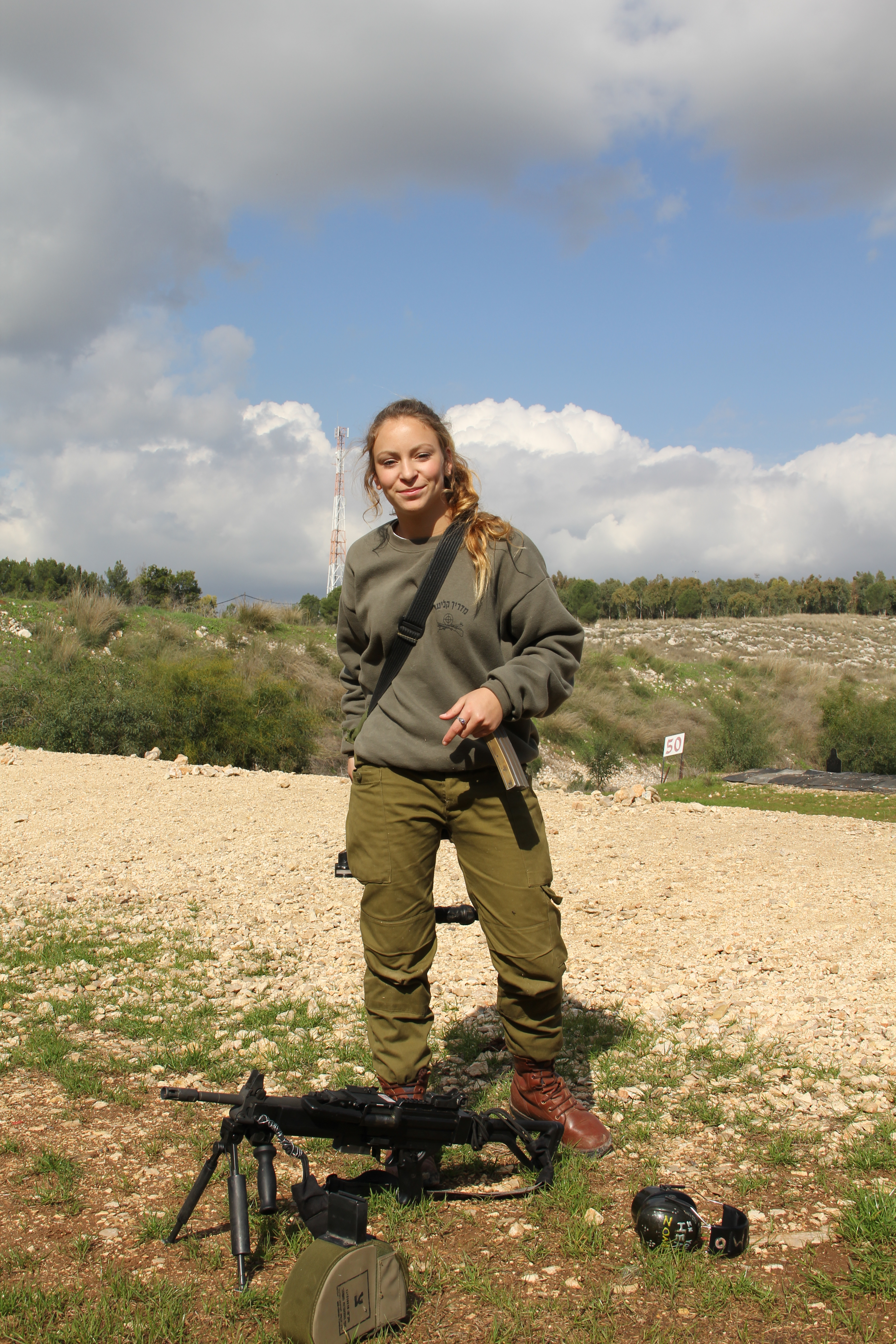
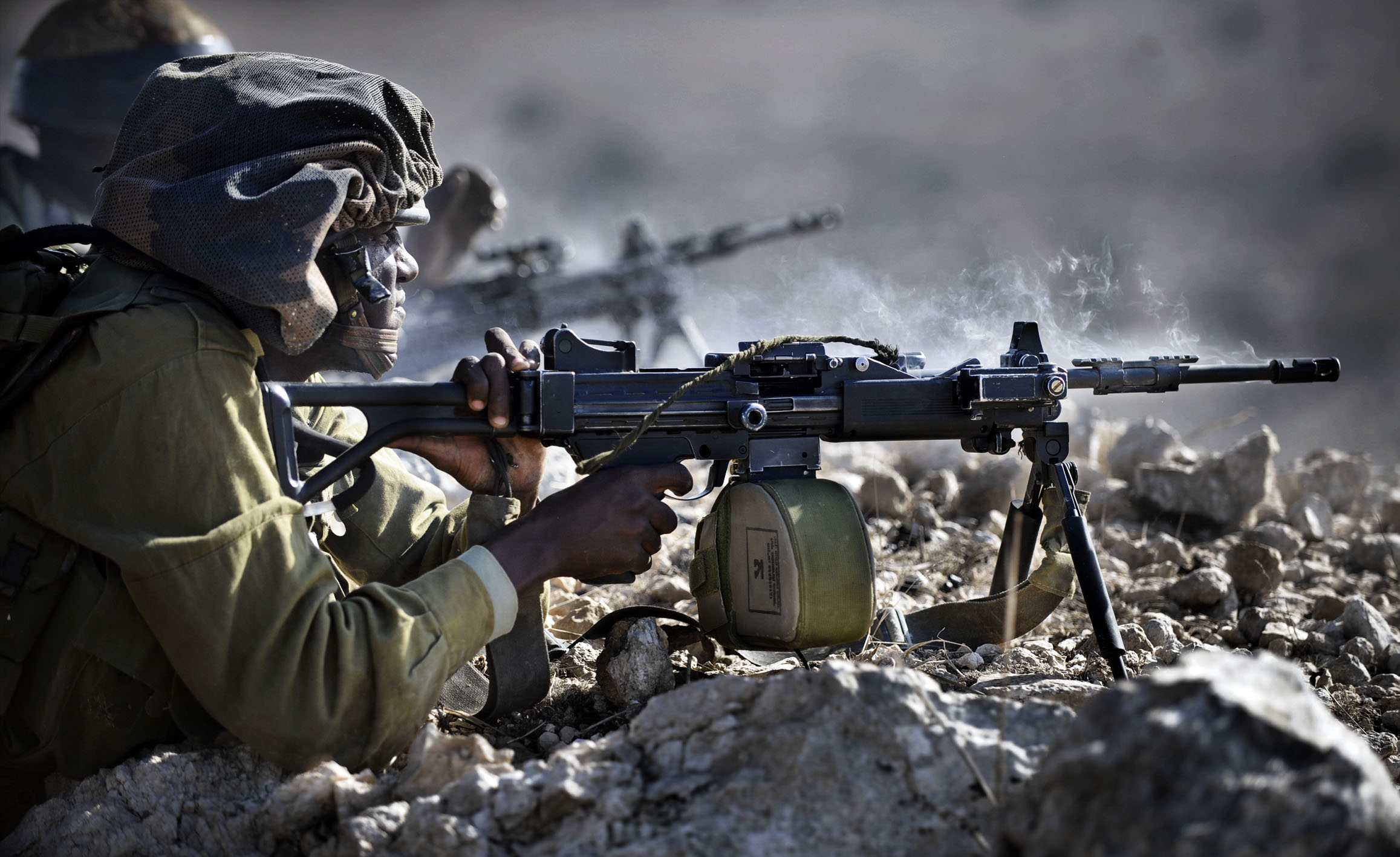
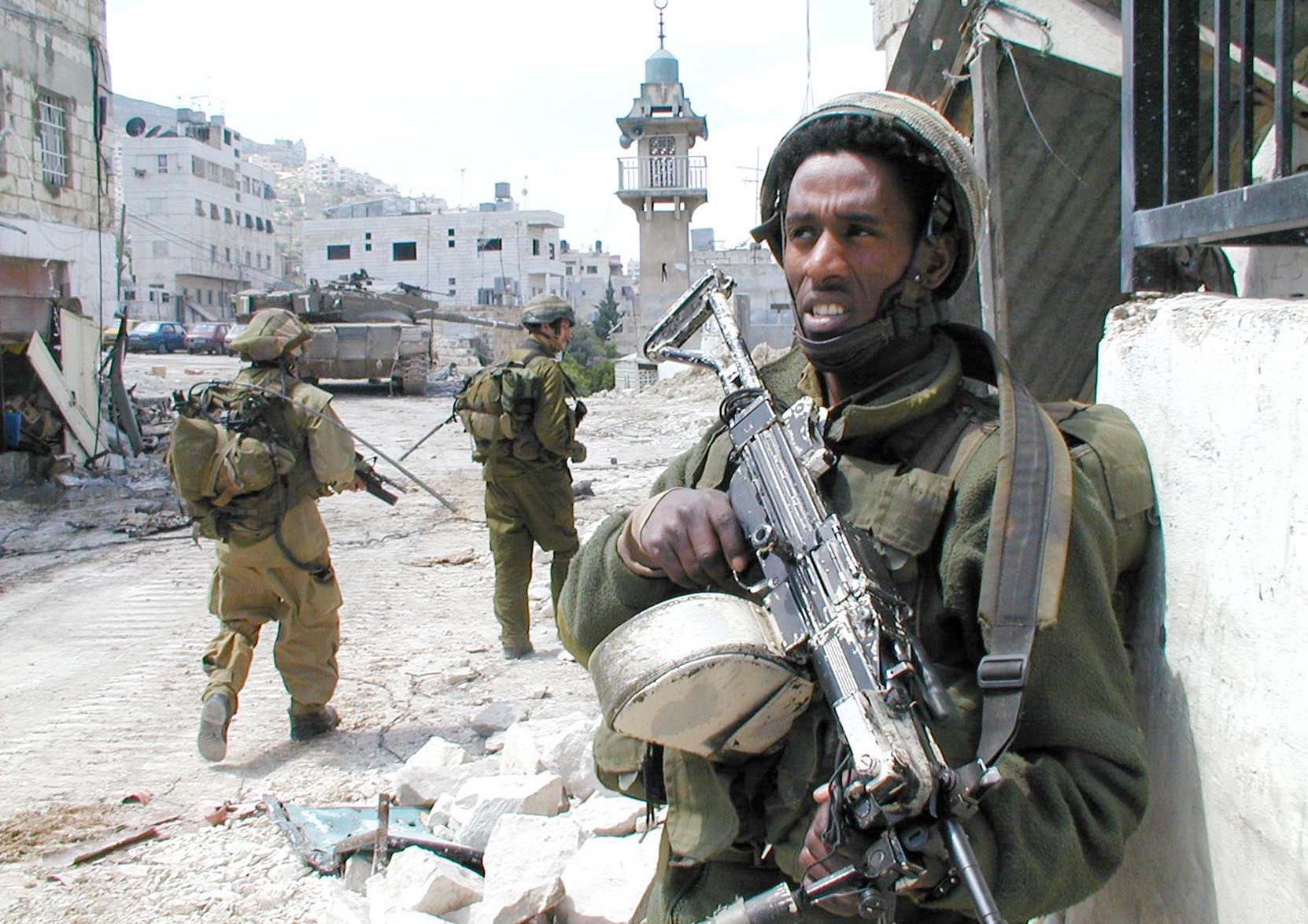
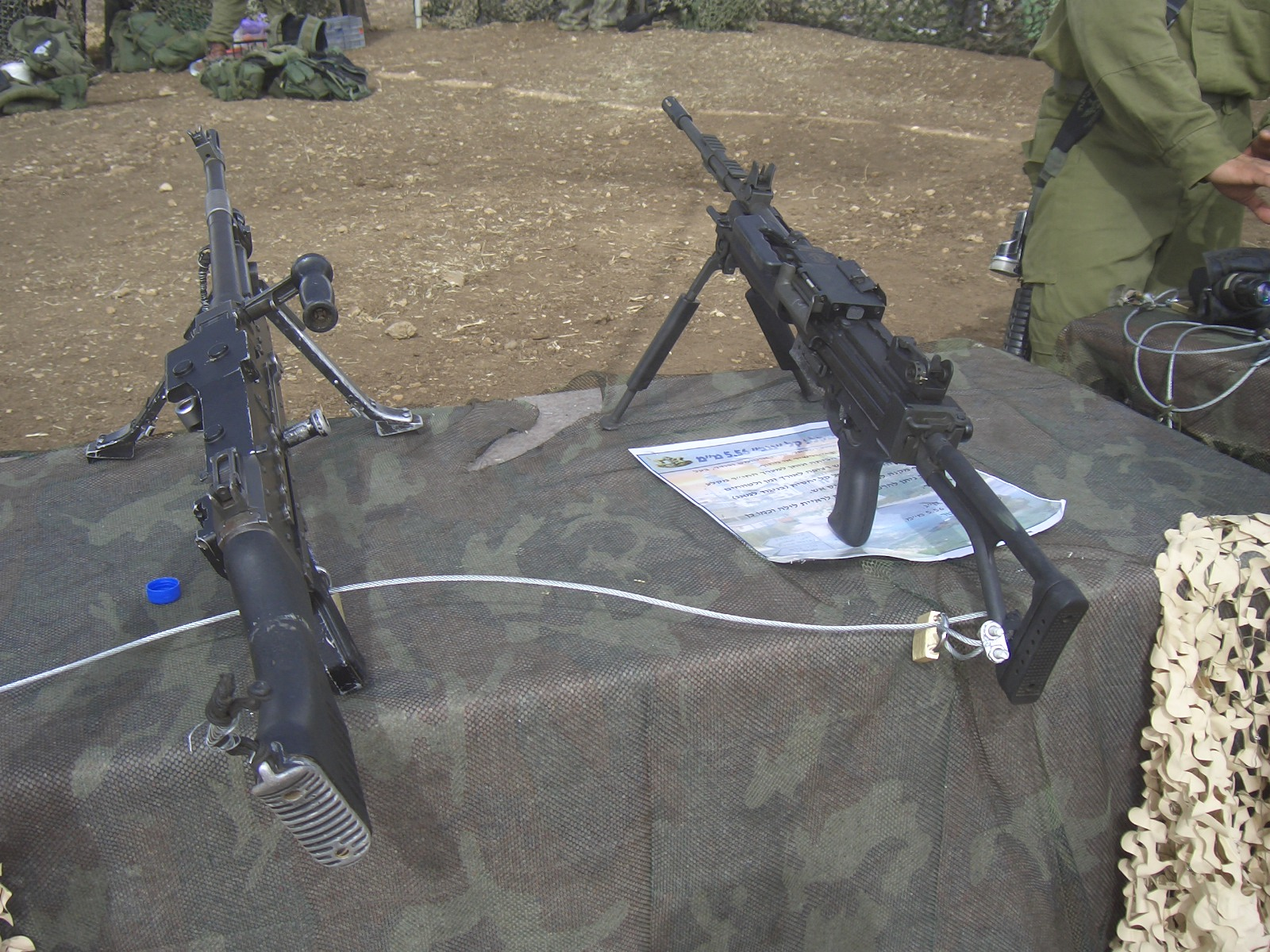